# David Leinar
David Leinar, född 12 november 1979 i Motala, är en före detta svensk fotbollsspelare som spelade som mittback. Han har dock spelat på många andra positioner, bland annat anfallare. Hans moderklubb är Motala AIF och han har även spelat i Ljungskile SK och Örgryte IS.
Inför säsongen 2011 fick Leinar ta över kaptensbindeln i ÖIS då den före detta kaptenen Björn Anklev lämnade klubben för BK Häcken, en bindel som han inför återkomsten till Superettan 2013 tappade till den unge Jakob Lindström.
Efter att Örgryte Fotboll AB gick i konkurs våren 2011 kunde inte David längre ha fotbollen som heltidsjobb. Han bestämde sig då för att börja jobba på ÖIS-gårdens marknadsavdelning vid sidan av sitt fotbollsspelande. Där har han främsta arbetsuppgifter varit att knyta band till partners.
Leinar valde efter säsongen 2014 att sluta med fotbollen, efter att ÖIS misslyckats med att ta sig upp i Superettan efter en kvalförlust mot Assyriska FF.